# De Røde Sko (eventyr)
|  | For den britiske balletfilm løst baseret på eventyret, se De røde sko (film fra 1948) |
De Røde Sko er et eventyr af den danske digter og forfatter H.C. Andersen. Eventyren blev først udgivet af C.A. Reitzel i København d. 7. april 1845 i samlingen Nye Eventyr. Første Bind. Tredie Samling.

## Handling
En bondepige ved navn Karen, som har mistet sin mor som barn, bliver adopteret af en rig ældre kvinde, og vokser derfor op forfængelig og forkælet. Før hendes adoption havde Karen et par simpelt fremstillede røde sko; efter adoptionen får hun sin plejemor til at købe et nyt, meget finere og dyrere par. Karen er så glad for sine nye sko, at hun tager dem på i kirken, men den ældre kvinde siger til hende at hun kun må have sorte sko på i kirken. Søndagen efter kan Karen ikke modstå at tage de røde sko på igen. Da hun skal ind i kirken, møder hun en mystisk gammel soldat med rødt skæg, som forhekser skoene til aldrig at stoppe med at danse. Efter kirken kan Karen ikke lade være med at tage et par dansetrin, og hun får en fornemmelse af at skoene styrer hende, men hun får stoppet kontrollen efter et par minutter.
Efter at hendes adoptivmor er blevet syg og dør, møder Karen ikke op til begravelsen og vælger at gå til bal i stedet for. Endnu en gang tager hendes sko kontrol, og denne gang er hun ude af stand til at stoppe med dansen. En engel viser sig for hende, bærende et sværd, og dømmer hende til at danse, selv efter hun er død, som en advarsel til forfængelige børn overalt. Karen beder om nåde, men de røde sko tager hende væk, før hun hører englens svar.
Karen finder en bøddel og beder ham hugge hendes fødder af. Det gør han, men skoene fortsætter med at danse, selv med Karens amputerede fødder inde i dem. Bøddelen giver hende et par træfødder og krykker. Herefter beslutter Karen sig for at gå i kirke, så folk kan se hende, men hendes amputerede fødder spærrer vejen for hende. Søndagen efter prøver hun igen, men igen spærrer de dansende røde sko vejen.
Næste søndag tør Karen ikke at gå i kirke igen. I stedet sidder hun alene hjemme og beder til Gud om hjælp. Englen dukker op igen og giver Karen den nåde, hun bad om, med den konsekvens at hendes hjerte bliver så fyldt med fred og glæde, at det brister. Hendes sjæl flyver videre til Himlen, hvor ingen nævner de røde sko.

## Baggrund
Andersen opkaldte historiens hovedperson Karen efter sin halvsøster, Karen Marie Andersen, med hvem han havde et kompliceret forhold. Historiens oprindelse er baseret på en hændelse, Andersen var vidne til som lille barn, hvor hans far, som var skomager, fik sendt et stykke rød silke af en rig dame for at lave et par dansesko til kvindens datter, som kvinden alligevel ikke var tilfreds med.

## Eksterne links
- De røde sko Original dansk tekst
- SurLaLunes kommenterede De røde sko Arkiveret 20. november 2021 hos  Wayback Machine
- Fuld tekst fra "Andersens eventyr" Arkiveret 20. november 2021 hos  Wayback Machine
- Knæhøjde Teater Arkiveret 15. oktober 2016 hos  Wayback Machine
- Sky Candy
- Historie med samarbejdsbaserede originale kunstværker af Project Bookses